# 帕西站
帕西站（法語：Passy）是巴黎地鐵的一個車站。帕西站服務巴黎地鐵6號線，位於巴黎16區。帕西站靠近法國廣播電台的總部。帕西站開業於1903年11月6日，最初是巴黎地下鐵2號線南線的車站。

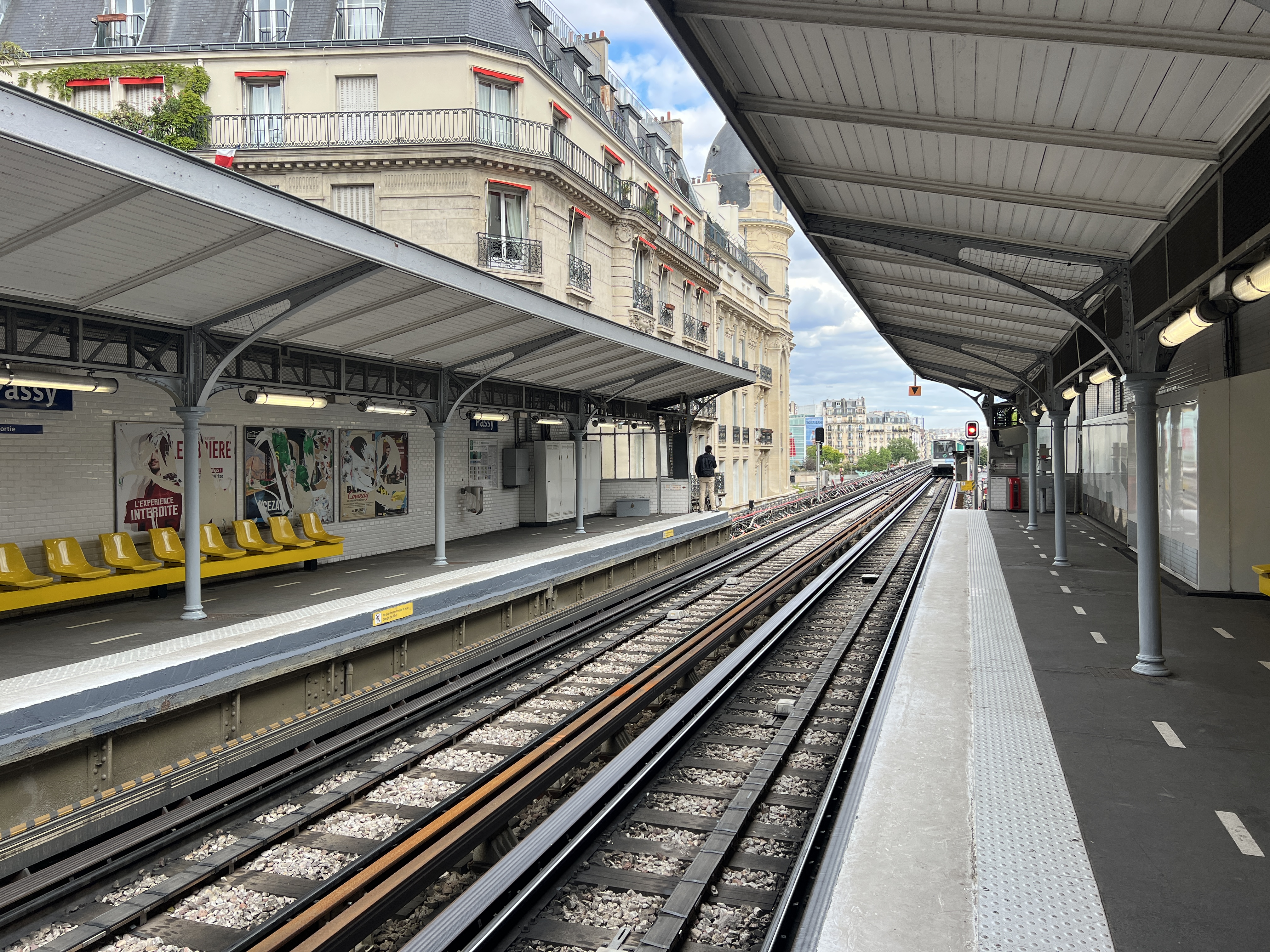
月台 (2022年7月)

## 車站結構
| 月台層 | 側式月台，右側開門 | 側式月台，右側開門             |
| 月台層 | 往夏爾·戴高樂-星形 | 往夏爾·戴高樂-星形（托卡德羅） |
| 月台層 | 往民族             | 往民族（比爾阿克姆）           |
| 月台層 | 側式月台，右側開門 |                                |
| 1F     | 月台連接夾層       |                                |
| 街道層 |                    |                                |